# 摂津市立三宅柳田小学校
摂津市立三宅柳田小学校（せっつしりつ みやけやなぎだ しょうがっこう）は、大阪府摂津市にある公立小学校。
明治時代初期に設置された小学校を起源とする。2008年に旧三宅小学校と旧柳田小学校が統合した。統合後の校舎は旧柳田小学校校舎を使用している。

## 沿革
1874年に三宅小学校が開校した。三宅国民学校の名称を経て、1947年の学制改革により三宅村立三宅小学校となった。三島町へ編入（1957年）、摂津市の市制施行（1966年）により、名称を変更している。
1950年代以降地域の人口の増加により、1979年には三宅小学校の校区を分割し、摂津市立柳田小学校を新設した。しかし児童数の減少により統廃合が具体化し、2008年に三宅・柳田の両小学校が統合し、現在地（旧柳田小学校敷地）に摂津市立三宅柳田小学校を設置した。

### 年表
- 1874年7月1日 - 三宅小学校が開校。
- 1941年4月1日 - 国民学校令により、三島郡三宅国民学校に改称。
- 1947年4月1日 - 学制改革により、三宅村立小学校に改称。
- 1957年3月30日 - 茨木市編入により、茨木市立三宅小学校に改称。
- 1960年 - 三島町編入により、茨木市・三島町学校組合立三宅小学校に改称。
- 1962年 - 学校給食始まる
- 1963年 - 校舎が鉄筋三階建てになり、プールも完成
- 1966年11月1日 - 摂津市の市制施行により、茨木市・摂津市学校組合立三宅小学校に改称。
- 1973年4月1日 - 茨木市立天王小学校を分離。同時に摂津市立三宅小学校と改称。
- 1979年4月1日 - 摂津市立柳田小学校と分離
- 2008年4月1日 - 摂津市立三宅小学校と摂津市立柳田小学校が統合して誕生（所在地は旧柳田小学校）。

## 通学区域
- 摂津市 昭和園、桜町1丁目、桜町2丁目、学園町1丁目、学園町2丁目、鶴野1丁目、鶴野2丁目、鶴野3丁目、鶴野4丁目、千里丘東1丁目、千里丘東2丁目、千里丘東3丁目、香露園

卒業生は原則として摂津市立第三中学校に進学する。

## 交通
- 大阪モノレール 摂津駅 北へ約496m
- 阪急京都線 摂津市駅 東へ約618m
- 東海道本線（JR京都線） 千里丘駅 南西へ約1km